# Maurizio Chiodi

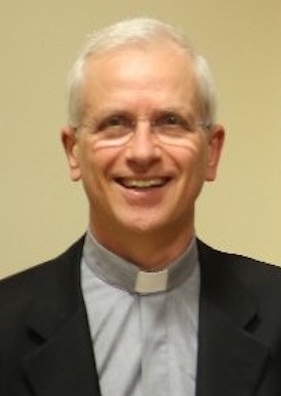
Maurizio Chiodi (2019)

Maurizio Chiodi (* 19. Juli 1955 in Torre Annunziata) ist ein italienischer römisch-katholischer Theologe.

## Leben
Nach klassischen Studien im Seminar Bergamos (1969–1974) war Chiodi Schüler des Pontificio Seminario Romano (1974–1980) und des Pontificio Seminario Lombardo (1980–1981) in Rom. Er studierte Philosophie und römisch-katholische Theologie an der Päpstlichen Lateranuniversität und an der Päpstlichen Universität Gregoriana. 1980 wurde er zum Priester geweiht. 1981 erlangte er sein Lizenziat an der Päpstlichen Akademie Alfonsiana, wo er 1987 mit einer Arbeit über Paul Ricœur bei Giancarlo Vendrame promovierte.
Seit 1986 ist Chiodi Professor für Moraltheologie am Istituto superiore di scienze religiose (Höheres Institut für Religionswissenschaften) in Bergamo, dessen Direktor er von 1994 bis 2002 war. Seit 1989 unterrichtet er Moraltheologie an der Theologischen Schule des Bischöflichen Seminars in Bergamo. Zudem war er in Bergamo von 1984 bis 2007 Diözesanberater der Associazione medici cattolici italiani (Vereinigung der katholischen Ärzte Italiens). 
Seit 1995 ist Chiodi Professor für Moraltheologie an der Facoltà Teologica dell’Italia Settentrionale (Theologische Fakultät Norditaliens) in Mailand, wobei er seit 2008 außerordentlicher Professor und seit 2014 Ordinarius ist. Seit 2019 lehrt Chiodi Moraltheologie am Päpstlichen Theologischen Institut Johannes Paul II. für Ehe- und Familienwissenschaften in Rom, das zur Päpstlichen Lateranuniversität gehört.
Chiodi war darüber hinaus Mitglied vieler Ethikkommissionen: der Vereinigten Krankenhäuser von Bergamo (2004–2010), des Istituto Medea della Nostra Famiglia in Bosisio Parini (2004–2010), des wissenschaftlichen Institutes San Raffaele in Mailand (2008–2015). Seit September 2012 ist er Mitglied des bioethischen Boards der Poliambulanza in Brescia. Seit 2017 ist er ordentliches Mitglied der Päpstlichen Akademie für das Leben.
Seit 1988 arbeitete Chiodi mit dem Freiwilligenzentrum der Sofferenza (des Leidens) in Bergamo zusammen, wobei er von 2003 bis 2012 erst stellvertretender Assistent und sodann diözesaner Assistent war. Von 2008 bis 2016 war er spiritueller Berater der Vereinigung „La Pietra Scartata“ („Der verworfene Stein“) der Diözese Mailand und Direktor der Zeitschrift „lemà sabactani?“ der Vereinigung „Freunde der Kinder“ (Ai.Bi.). Er ist Redaktionsmitglied der Zeitschrift „Teologia“.

## Positionen
Während seiner Forschungstätigkeit und seiner akademischen Aktivitäten vertiefte Chiodi vor allem theoretische Fragen der allgemeinen und speziellen Moraltheologie: Auseinandersetzung mit der Philosophie Ricoeurs und seiner theologischen Hermeneutik, Methode der theologischen Fundamentalmoral, Gewissen und Gesetz in ihrem wechselseitigen Verweis, die Klugheit (phrónēsis, prudentia), das Urteilsvermögen, der anthropologische Sinn des Geborenwerdens, des Sterbens und des Leidens. 
In diesem Zusammenhang und unter Berufung auf das achte Kapitel des nachsynodalen Schreibens Amoris laetitia, lehrt Chiodi, es gebe Umstände, unter denen wiederverheiratet Geschiedene zu den Sakramenten der Buße und der Eucharistie zugelassen werden können [Anmerkung: Coscienza e discernimento. Testo e contesto del capitolo VIII di Amoris laetitia, San Paolo, Cinisello Balsamo (MI), 2018, 121ss]. In diesem theoretischen Rahmen hat er auch die Meinung vertreten, es gäbe Umstände, unter denen die Verwendung von künstlichen Verhütungsmitteln moralisch ein «mögliches Gut» darstelle. 
In einem Interview mit der italienischen Zeitung Avvenire im Juli 2019 erklärte Chiodi zudem, dass homosexuelle Akte im Rahmen einer „stabilen Beziehung“ unter bestimmten Voraussetzungen moralisch gut sein können, jedoch nicht ohne zuvor für Homosexuelle gleichwohl wie für alle Gläubige die Notwendigkeit der Tugend der „Keuschheit“ zu betonen. Darüber hinaus schlug er Überlegungen vor, die sich eindeutig gegen die heterologe künstliche Fortpflanzung wenden.